# والتر غوردون
والتر غوردون (بالإنجليزية: Walter Gordon)‏ هو عسكري أمريكي، ولد في 15 أبريل 1920 في جاكسون في الولايات المتحدة، وتوفي في 19 أبريل 1997 في بيلوكسي في الولايات المتحدة.